# Писатели Айовы и их работы
Писатели Айовы и их работы (англ. Iowa Authors and Their Works) — библиография писателей из американского штата Айова и их сочинений, выпущенная в 1918 году. Элис Марпл (англ. Alice Marple) составила книгу, когда была помощником куратора Исторического общества штата Айовы. В книге представлены около 1000 писателей.

## Публикация
Элис Марпл была помощником куратора Исторического общества штата Айовы. Публикация была попыткой организации задокументировать всех писателей Айовы и их произведения, вышедшие с 1880 по 1918 год. Книга содержит список около 1000 авторов из Айовы. Марпл добавила в книгу авторов журналов, авторов рассказов, а также членов Клуба прессы и писателей Айовы. У каждого автора была дата рождения, дата смерти, если применимо, список книг, даты публикации и издатели. Некоторые из перечисленных писателей уехали из Айовы ещё детьми, а некоторые из них не жили в Айове, пока не достигли пожилого возраста. В Литературном словаре Среднего Запада, том 2, говорится, что авторы должны были либо жить в Айове, либо каким-то образом быть идентифицированы в штате, чтобы быть включёнными. Марпл получила список из нескольких источников, включая список, составленный Анной Белкнап Хоу (англ. Anna Belknap Howe, род. 1849), который Библиотечная комиссия опубликовала в 1904 году. Работа Марпл первоначально была частично опубликована в «Анналах Айовы» (Annals of Iowa). Целью было внести в список всех писателей из Айовы и их произведения. Разделы в основном содержат научно-популярную литературу, но представлена и художественная литература: поэзия, проза и драматургия. Марпл переиздала эти разделы в книге 1918 года.

## Критика
Фрэнк Лютер Мотт пишет в своей книге «Литература жизни пионеров в Айове»: «Это, безусловно, самая полная и полезная работа в библиографии Айовы». В 15-м томе журнала «Indiana Magazine of History» говорится, что «схема библиографии неясна».